# Aquila Basket Trento
El Aquila Basket Trento, conocido también por motivos de patrocinio como Dolomiti Energia Trento es un equipo de baloncesto italiano con sede en la ciudad de Trento, que compite en la Serie A, la máxima división del baloncesto italiano y en la segunda competición europea, la Eurocup. Disputa sus partidos en el PalaTrento, con capacidad para 4000 espectadores.

## Historia
En 1995 nace el Aquila Basket gracias a Gianni Businelli y Marco Angelini , presidentes , respectivamente, del Dolomiti Sport BC Trento y Pallacanestro Villazzano . Las dos equipos disputaron la Serie D Regional, también había equipos juveniles con sus estructuras autónomas. La voluntad de mejorar y la conciencia de mejorar de los equipos no fueron suficientes para crecer y esas fueron las principales razones que llevaron a los dos presidentes para establecer un tercer equipo , llamado Aquila Basket, que tenía como objetivo la consecución de Campeonato superiores al regional y para servir de aterrizaje y estímulo para los mejores atletas locales.
En la temporada 2016-2017, llegó a la final del Scudetto, perdiendo contra Reyer Venezia Mestre. En la temporada 2017-2018,llegó a la final del Scudetto, perdiendo contra Olimpia Milano.

## Nombres
- Bitumcalor Trento

(Hasta 2012)
- Pallacanestro Trento 2009

(2012-2013)
- Aquila Basket Trento

(2013-2014)
- Dolomiti Energia Trento

(2014-)

## Registro por Temporadas
| Temporada | Nivel | Liga     | Pos. | Copa de Italia | Copa de Italia | Competiciones europeas | Competiciones europeas |  |
| --------- | ----- | -------- | ---- | -------------- | -------------- | ---------------------- | ---------------------- |  |
| 2011–12   | 3     | DNA      | 1º   | Copa DNA       | SF             |                        |                        |  |
| 2012–13   | 2     | LegaDue  | 4º   | Copa Legadue   | C              |                        |                        |  |
| 2013–14   | 2     | LNP Gold | 1º   | Copa A2        | RU             |                        |                        |  |
| 2014–15   | 1     | Serie A  | 5º   | Copa de Italia | QF             |                        |                        |  |
| 2015–16   | 1     | Serie A  | 8º   | Copa de Italia | SF             | 2 Eurocup              | SF                     |  |
| 2016–17   | 1     | Serie A  | 2º   |                |                |                        |                        |  |
| 2017–18   | 1     | Serie A  | 2º   |                |                | 2 EuroCup              | T16                    |  |
| 2018–19   | 1     | Serie A  | 6º   |                |                | 2 EuroCup              |                        |  |
| 2019–20   | 1     | Serie A  | 9º   |                |                | 2 EuroCup              | T16                    |  |
| 2020–21   | 1     | Serie A  | 8º   |                |                | 2 EuroCup              | T16                    |  |

## Palmarés
- Copa de Italia (2025)
- Campeón de la Copa de Italia de Legadue (2013)
  - Subcampeón de la Copa de Italia de Legadue (2014)
- Campeón de la LNP Gold (2014)
- Campeón de la Serie A Dilettanti (2012)
  - Subcampeón Copa Serie A Dilettanti (2011)
- Campeón de la Copa de Italia de Serie C1 (2013)

## Jugadores destacados
| - Stefano Gentile - Luca Garri - Brandon Triche - Tony Mitchell |  | - Josh Owens - Andrés Forray - Barry Elder - / Michael Umeh |